# Османов, Шамиль Османович
Шамиль Османович Османов род. 26 марта 1987, (Дагестанская АССР) — российский борец вольного стиля и боец самбо, обладатель Кубка мира (2008), бронзовый призёр чемпионата России по боевому самбо, мастер спорта России. Заслуженный тренер России.  Также удостоен звания «Народный герой Дагестана».

## Биография
Родился 26 марта 1987 года в Дагестанской АССР в семье даргинцев. С двенадцати лет занимался вольной борьбой.
В возрасте семнадцати лет вместе с семьёй переехал в Москву, где тренировался в спортивном клубе «ЦСКА» и учился на социологическом факультете МГУ.
Заслуженный тренер России
Начинал спортивную карьеру как борец-вольник, становился бронзовым призёром чемпионата России, многократным чемпионом первенств Москвы, чемпионом и призёром международных мастерских турниров.
Представлял ЦСКА.
Личные тренеры: Анатолий Маргиев, заслуженный тренер России, Анатолий Белоглазов, олимпийский чемпион и трёхкратный чемпион мира по вольной борьбе, Николай Афонин.
29 апреля 2006 года занял третье место на прошедшем в Москве чемпионате России по боевому самбо (в весовой категории до 62 кг).
В 2008 году в Греции стал призёром чемпионата мира по вольной борьбе среди студентов.
Также удостоен звания «Народный герой Дагестана».

## Награды и звания
- Получил звания мастер спорта России по вольной борьбе и боевому самбо.
- Заслуженный тренер России по боевому самбо.[2]
- Звание «Народный герой Дагестана»[4].
- Благодарственное Письмо Депутата Государственной Думы Федерального Собрания Российской Федерации Я. Е. Нилов 04.12.2023г.
- Благодарственное Письмо Депутата Государственной Думы Федерального Собрания Российской Федерации А. Н. Свинцов 16.09.2024.